# Danablu
Il Danablu  è un formaggio tradizionale prodotto su tutto il territorio della Danimarca.
Dal giugno 1996, a livello europeo, la denominazione  Danablu è stata riconosciuta indicazione geografica protetta (I.G.P.),e nel 2012, una domanda di modifica del disciplinare di produzione è stata pubblicata.

## Descrizione
Prodotto a partire da latte vaccino, presenta una forma cilindrica con una pasta erborinata da semidura a molle, stagionato fino all'apparizione della muffa di colore blu.  Ha un tenore di grassi superiore al 50 % o al 60 % e pesa tra due e tre chili.

## Storia
Il Danablu sviluppato per la prima volta nel 1927 dal caseificio danese di Marius Boel, con l'intenzione di produrre un formaggio che ricordasse il Roquefort. Rispetto al formaggio francese il suo aroma risulta più delicato e il gusto più salato. La produzione in seguito si estese ad altri caseifici; oggi il formaggio viene commercializzato anche all'estero dalla grande distribuzione.